# Зелен варан
Зелените варани (Varanus prasinus) са вид влечуги от семейство Варанови (Varanidae).
Разпространени са на остров Нова Гвинея и някои съседни острови.
Таксонът е описан за пръв път от Херман Шлегел през 1839 година.